# Туна (Пјаченца)
Туна је насеље у Италији у округу Пјаченца, региону Емилија-Ромања.
Према процени из 2011. у насељу је живело 265 становника. Насеље се налази на надморској висини од 98 м.